# 喀布尔河

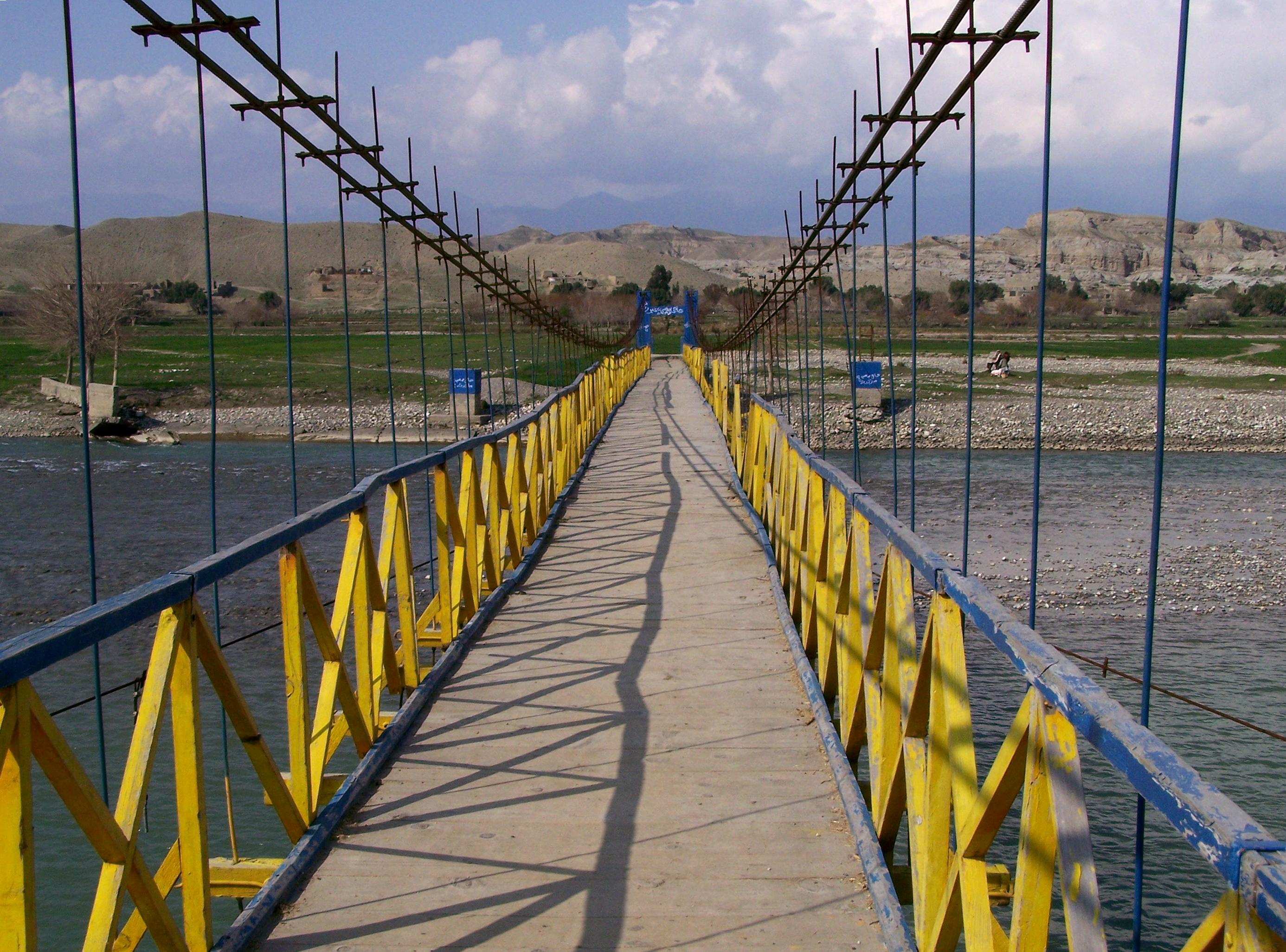
喀布爾河

喀布尔河（波斯語：دریای کابل，Kabul River）是印度河西岸主要支流之一，发源于阿富汗兴都库什山脉中段，向东流经喀布尔和贾拉拉巴德后，在开伯尔山口以北30公里处流入巴基斯坦，经过白沙瓦后注入印度河，全长约700公里。喀布尔河一名早在《梨俱吠陀》中便有记载，喀布尔便是以其命名。
34°32′56″N 68°48′18″E / 34.54889°N 68.80500°E